# Ostrów, Wielkopolskie
Quận Ostrów Wielkopolski (tiếng Ba Lan: powiat ostrowski) là một đơn vị quản lý lãnh thổ và chính quyền địa phương (powiat) ở Greater Ba Lan Voivodeship, tây trung tâm Ba Lan. Nó ra đời vào ngày 1 tháng 1 năm 1999, là kết quả của cải cách chính quyền địa phương Ba Lan được thông qua vào năm 1998. Trung tâm hành chính và thị trấn lớn nhất của nó là Ostrów Wielkopolski, nằm cách 100 kilômét (62 mi) về phía đông nam của thủ đô Poznań. Quận có ba thị trấn khác: Nowe Skalmierzyce, 22 km (14 mi) về phía đông của Ostrów Wielkopolski, Odolanów, 10 km (6 mi) về phía nam của Ostrów Wielkopolski và Raszków, 8 km (5 mi) về phía bắc của Ostrów Wielkopolski.
Quận có diện tích 1,160.65 km2. Tính đến năm 2006, tổng dân số của nó là 158.407, trong đó dân số của Ostrów Wielkopolski là 72.577, của Nowe Skalmierzyce là 5.080, của Odolanów là 4.960, của Raszków là 2.037.

## Các quận lân cận
Quận Ostrów Wielkopolski giáp Pleszew County ở phía bắc, thành phố Kalisz và Kaliski về phía đông, ostrzeszow County ở phía nam-đông, Oleśnicki ở phía nam-tây, và Milicz County và quận Krotoszyn về phía tây.

## Phân chia hành chính
Quận được chia thành tám vùng (một đô thị, ba thành thị-nông thôn và bốn nông thôn). Chúng được liệt kê trong bảng sau, theo thứ tự dân số giảm dần. 
| Vùng                                        | Kiểu                | Khu vực (km²) | Dân số (2006) | Trung tâm             |
| ------------------------------------------- | ------------------- | ------------- | ------------- | --------------------- |
| Ostrów Wielkopolski                         | thành thị           | 42,4          | 72,577        |                       |
| Gmina Ostrów Wielkopolski                   | nông thôn           | 207,0         | 17.969        | Ostrów Wielkopolski * |
| Gmina Nowe Skalmierzyce                     | thành thị-nông thôn | 125,7         | 15.169        | Skalmierzyce          |
| Gmina Odolanów                              | thành thị-nông thôn | 136.0         | 13.867        | Odolanów              |
| Gmina Przygodzice                           | nông thôn           | 163,5         | 11.320        | Przygodzice           |
| Gmina Raszków                               | thành thị-nông thôn | 134,5         | 11.275        | Raszków               |
| Sieroszewice                                | nông thôn           | 163,5         | 9,605         | Sieroszewice          |
| Gmina Sośnie                                | nông thôn           | 187,5         | 6.625         | Vì vậy                |
| * trung tâm không phải là một phần của vùng |                     |               |               |                       |